# قائمة الوزيرات العراقيات
تعد الدكتورة نزيهة الدليمي أول امرأة تشغل منصب وزير في تاريخ العراق وأول امرأة تُعَيَّن وزيرةً في البلدان العربية، بينما توجد حاليا ثلاث وزيرات في الحكومة العراقية، هن إيفان فائق يعقوب وطيف سامي وهيام الياسري.

## قائمة الوزيرات
القائمة أدناه تضم النساء اللواتي شغلن مناصب وزارية مختلفة في الحكومات العراقية:
| #  | الوزرية                  | صورة                                            | الوزارة                                    | بداية الفترة         | نهاية الفترة                               | رئيس الوزراء     | الرئيس                | ملاحظة |
| -- | ------------------------ | ----------------------------------------------- | ------------------------------------------ | -------------------- | ------------------------------------------ | ---------------- | --------------------- | --- |
| 1  | نزيهة الدليمي            |                                                 | البلديات                                   | 13 تموز 1959         | 3 آذار 1960                                | عبد الكريم قاسم  | مجلس السيادة          | أول وزيرة في تاريخ العراق، وأول وزيرة في تاريخ العالم العربي.                                                                                 |
| 2  | سعاد خليل إسماعيل        |                                                 | التعليم العالي والبحث العلمي               | 12 كانون الثاني 1970 | 14 آيار سنة 1972                           | أحمد حسن البكر   | أحمد حسن البكر        | أول من شغل منصب وزير التعليم العالي والبحث العلمي، والمرأة الوحيدة التي شغلت هذا المنصب.                                                      |
| 3  | نسرين برواري             |                                                 | البلديات والأشغال العامة                   | 1 أيلول 2003         | 28 حزيران 2004                             | مجلس الحكم       | سلطة الائتلاف الموحدة | تزوجت من الرئيس الأسبق غازي الياور شغلت قبلها منصب وزير الإعمار والتنمية في حكومة إقليم كردستان للفترة (1999-2003).                           |
| 3  | نسرين برواري             | 28 حزيران 2004                                  | البلديات والأشغال العامة                   | 3 أيار 2005          | إياد علاوي                                 | غازي عجيل الياور |                       | تزوجت من الرئيس الأسبق غازي الياور شغلت قبلها منصب وزير الإعمار والتنمية في حكومة إقليم كردستان للفترة (1999-2003).                           |
| 3  | نسرين برواري             | 3 أيار 2005                                     | البلديات والأشغال العامة                   | 20 أيار 2006         | إبراهيم الجعفري                            | جلال طالباني     |                       | تزوجت من الرئيس الأسبق غازي الياور شغلت قبلها منصب وزير الإعمار والتنمية في حكومة إقليم كردستان للفترة (1999-2003).                           |
| 4  | سوسن علي الشريفي         |                                                 | الزراعة                                    | 28 حزيران 2004       | 3 أيار 2005                                | إياد علاوي       | غازي عجيل الياور      | المرأة الوحيدة التي شغلت منصب وزير الزراعة |
| 5  | باسكال إيشو وردة         |                                                 | الهجرة والمهجرين                           | 28 حزيران 2004       | 3 أيار 2005                                | إياد علاوي       | غازي عجيل الياور      | أول مرأة مسيحية تعين وزيرة. |
| 6  | مشكاة المؤمن             |                                                 | البيئة                                     | 28 حزيران 2004       | 3 أيار 2005                                | إياد علاوي       | غازي عجيل الياور      | [ 12 ] |
| 7  | ليلى عبد اللطيف التميمي  |                                                 | العمل والشؤون الاجتماعية                   | 28 حزيران 2004       | 3 أيار 2005                                | إياد علاوي       | غازي عجيل الياور      | [ 13 ] |
| 8  | نرمين عثمان              |                                                 | الدولة لشؤون المرأة                        | 28 حزيران 2004       | 3 أيار 2005                                | إياد علاوي       | غازي عجيل الياور      | أكثر مرأة شغلا للمناصب الوزارية في تاريخ الحكومات العراقية، عملت قبلها ووزيرة للتعليم في حكومة إقليم كردستان من عام 1992.                     |
| 8  | نرمين عثمان              | حقوق الإنسان                                    | 3 أيار 2005                                | 20 أيار 2006         | إبراهيم الجعفري                            | جلال طالباني     |                       | أكثر مرأة شغلا للمناصب الوزارية في تاريخ الحكومات العراقية، عملت قبلها ووزيرة للتعليم في حكومة إقليم كردستان من عام 1992.                     |
| 8  | نرمين عثمان              | البيئة (بالوكالة)                               | 3 أيار 2005                                | 20 أيار 2006         | إبراهيم الجعفري                            | جلال طالباني     |                       | أكثر مرأة شغلا للمناصب الوزارية في تاريخ الحكومات العراقية، عملت قبلها ووزيرة للتعليم في حكومة إقليم كردستان من عام 1992.                     |
| 8  | نرمين عثمان              | البيئة                                          | 20 أيار 2006                               | 22 كانون الأول 2010  | نوري المالكي                               | جلال طالباني     |                       | أكثر مرأة شغلا للمناصب الوزارية في تاريخ الحكومات العراقية، عملت قبلها ووزيرة للتعليم في حكومة إقليم كردستان من عام 1992.                     |
| 8  | نرمين عثمان              | وزيرة الدولة لشؤون المرأة (قائمة بأعمال المنصب) | 2007                                       | 2008                 | نوري المالكي                               | جلال طالباني     |                       | أكثر مرأة شغلا للمناصب الوزارية في تاريخ الحكومات العراقية، عملت قبلها ووزيرة للتعليم في حكومة إقليم كردستان من عام 1992.                     |
| 9  | أزهار الشيخلي            |                                                 | الدولة لشؤون المرأة                        | 3 أيار 2005          | 20 أيار 2006                               | جلال طالباني     | إبراهيم الجعفري       | [ 16 ] |
| 10 | جوان فؤاد معصوم          |                                                 | الاتصالات                                  | 3 أيار 2005          | 20 أيار 2006                               | جلال طالباني     | إبراهيم الجعفري       | ابنة الرئيس السابق فؤاد معصوم، والمرأة الوحيدة التي شغلت منصب وزير الاتصالات.                                                                 |
| 11 | باسمة يوسف بطرس          |                                                 | العلوم والتكنولوجيا                        | 3 أيار 2005          | 20 أيار 2006                               | جلال طالباني     | إبراهيم الجعفري       | المرأة الوحيدة التي شغلت منصب وزير العلوم والتكنولوجيا                                                                                        |
| 12 | سهيلة عبد جعفر           |                                                 | الهجرة والمهجرين                           | 3 أيار 2005          | 20 أيار 2006                               | جلال طالباني     | إبراهيم الجعفري       | [ 20 ] [ 21 ] [ 22 ] [ 23 ] |
| 13 | بيان دزه ئي              |                                                 | الإعمار والإسكان                           | 20 أيار 2006         | 22 كانون الأول 2010                        | جلال طالباني     | نوري المالكي          | [ 24 ] |
| 14 | وجدان ميخائيل            |                                                 | حقوق الإنسان                               | 20 أيار 2006         | 22 كانون الأول 2010                        | جلال طالباني     | نوري المالكي          | [ 25 ] [ 26 ] [ 27 ] |
| 15 | فاتن عبد الرحمن محمود    |                                                 | الدولة لشؤون المرأة                        | 20 أيار 2006         | 1 آب 2007                                  | جلال طالباني     | نوري المالكي          | [ 28 ] [ 29 ] [ 30 ] [ 31 ] |
| 16 | نوال مجيد السامرائي      |                                                 | الدولة لشؤون المرأة                        | 19 تموز 2008         | 5 شباط 2009                                | جلال طالباني     | نوري المالكي          | استقالت بسبب قلة تخصيصات وزارة الدولة لشؤون المرأة                                                                                            |
| 17 | خلود عزارة آل معجون      |                                                 | الدولة لشؤون المحافظات                     | 19 تموز 2008         | ؟                                          | جلال طالباني     | نوري المالكي          | شقيقة سامي عزارة آل معجون |
| 17 | خلود عزارة آل معجون      | الدولة لشؤون المرأة                             | 2009                                       | ؟                    |                                            | جلال طالباني     | نوري المالكي          | شقيقة سامي عزارة آل معجون |
| 18 | بشرى حسین صالح الزويني   |                                                 | وزيرة دولة                                 | 22 كانون الأول 2010  | 30 تموز 2011                               | جلال طالباني     | نوري المالكي          | أقيلت بسبب ترشيق وزاري، وعينت مستشارة لرئيس الوزراء نوري المالكي                                                                              |
| 19 | ابتهال كاصد الزيدي       |                                                 | الدولة لشؤون المرأة                        | 2011                 | 8 أيلول 2014                               | جلال طالباني     | نوري المالكي          | شغلت منصب وزير التربية وكالة خلال فترة انقطاع الوزير محمد تميم عن المنصب بسبب إعلانه الاستقالة.                                               |
| 19 | ابتهال كاصد الزيدي       | التربية (وكالة)                                 | نيسان 2013                                 | 4 حزيران 2013        |                                            | جلال طالباني     | نوري المالكي          | شغلت منصب وزير التربية وكالة خلال فترة انقطاع الوزير محمد تميم عن المنصب بسبب إعلانه الاستقالة.                                               |
| 20 | بيان نوري                |                                                 | الدولة لشؤون المرأة                        | 14 أيلول 2014        | 16 آب 2015                                 | حيدر العبادي     | فؤاد معصوم            | آخر وزيرة دولة لشؤون المرأة، حيث ألغيت الوزارة بسبب ترشيق وزاري.                                                                              |
| 21 | عديلة حمود               |                                                 | الصحة                                      | 14 أيلول 2014        | 16 آب 2016                                 | حيدر العبادي     | فؤاد معصوم            | المرأة الوحيدة التي شغلت منصب وزير الصحة، وفي عهدها دمجت وزارة البيئة مع وزارة الصحة فصارت وزيرة للصحة والبيئة.                               |
| 21 | عديلة حمود               | الصحة والبيئة                                   | 16 آب 2016                                 | 25 تشرين الأول 2018  |                                            | حيدر العبادي     | فؤاد معصوم            | المرأة الوحيدة التي شغلت منصب وزير الصحة، وفي عهدها دمجت وزارة البيئة مع وزارة الصحة فصارت وزيرة للصحة والبيئة.                               |
| 22 | آن نافع أوسي             |                                                 | 16 آب 2016                                 | 25 تشرين الأول 2018  | الإعمار والإسكان والبلديات والأشغال العامة | حيدر العبادي     | فؤاد معصوم            | عينت وزيرة بعد دمج وزارة الإعمار والإسكان مع وزارة البلديات والأشغال العامة.                                                                  |
| 23 | سها العلي بك             |                                                 | التربية                                    | 13 تشرين الأول 2019  | 7 أيار 2020                                | عادل عبد المهدي  | برهم صالح             | المرأة الوحيدة في حكومة عادل عبد المهدي، وأول مرأة تشغل منصب وزير التربية بالأصالة.                                                           |
| 24 | نازنين محمد وسو شيخ محمد |                                                 | الإعمار والإسكان والبلديات والأشغال العامة | 7 أيار 2020          | 27 أكتوبر 2022                             | مصطفى الكاظمي    | برهم صالح             | شغلت عددا المناصب الوزارية في حكومة إقليم كردستان من بينها وزيرة الإعمار والتنمية ووزيرة الأشغال العامة ووزيرة البلديات منذ أواخر التسعينيات. |
| 25 | هيام نعمت                |                                                 | الدولة لشؤون مجلس النواب                   | 15 كانون الأول 2020  | 27 أكتوبر 2022                             | مصطفى الكاظمي    | برهم صالح             | [ 57 ] |
| 26 | إيفان فائق يعقوب         |                                                 | الهجرة والمهجرين                           | 6 حزيران 2020        | حتى الآن                                   | مصطفى الكاظمي    | برهم صالح             | [ 58 ] |
| 26 | إيفان فائق يعقوب         | 27 تشرين الأول 2022                             | الهجرة والمهجرين                           | محمد شياع السوداني   | حتى الآن                                   | عبد اللطيف رشيد  |                       | [ 58 ] |
| 27 | طيف سامي                 | 27 تشرين الأول 2022                             |                                            | محمد شياع السوداني   | حتى الآن                                   | عبد اللطيف رشيد  | المالية               | أول امرأة تشغل منصب وزير المالية. |
| 28 | هيام الياسري             | 27 تشرين الأول 2022                             |                                            | محمد شياع السوداني   | حتى الآن                                   | عبد اللطيف رشيد  | الاتصالات             | أول امرأة تشغل منصب وزير الاتصالات. |

## أخريات
خلال فترة حكم حزب البعث العربي الاشتراكي في العراق، كانت عضوية مجلس قيادة الثورة في العراق تعادل درجة وزير.
أما بعد احتلال العراق، فقد أنشأت سلطة الائتلاف الموحدة، التي كانت تمتلك الصلاحيات الكاملة حسب قوانين الحرب والاحتلال العسكري المتفق عليها في الأمم المتحدة، مجلسا ذو صلاحيات محدودة هو مجلس الحكم، كان في عضويته ثلاث نساء.
| # | الاسم              | صورة | المنصب                   | بداية الفترة        | نهاية الفترة   | الرئيس                | ملاحظة |
| - | ------------------ | ---- | ------------------------ | ------------------- | -------------- | --------------------- | --- |
| 1 | هدى صالح مهدي عماش |      | عضو في مجلس قيادة الثورة | 18 أيار 2001        | 9 نيسان 2003   | صدام حسين             | كانت على قائمة قائمة العراقيين المطلوبين لدى الولايات المتحدة بتسلسل 39، وظهرت ببطاقة 5 ♥ في مجموعة أوراق اللعب لأهم المطلوبين العراقيين |
| 2 | عقيلة الهاشمي      |      | عضو في مجلس الحكم        | 12 تموز 2003        | 25 أيلول 2003  | سلطة الائتلاف الموحدة | اغتيلت |
| 3 | رجاء الخفاجي       |      | عضو في مجلس الحكم        | 12 تموز 2003        | 28 حزيران 2004 | سلطة الائتلاف الموحدة | [ 66 ] [ 67 ] |
| 4 | صون كول جابوك      |      | عضو في مجلس الحكم        | 12 تموز 2003        | 28 حزيران 2004 | سلطة الائتلاف الموحدة | مثلت التركمان في مجلس الحكم |
| 5 | سلامة الخفاجي      |      | عضو في مجلس الحكم        | 09 كانون الأول 2003 | 28 حزيران 2004 | سلطة الائتلاف الموحدة | انتخبها مجلس الحكم خلفا لعقيلة الهاشمي                                                                                                   |